# Conseil des ministres du royaume des Pays-Bas
Le Conseil des ministres du Royaume (en néerlandais : Ministerraad van het Koninkrijk) ou Rijksministerrad) est le conseil exécutif du royaume des Pays-Bas, qui est un État composé de quatre pays constitutifs : Aruba, Curaçao, les Pays-Bas et Saint-Martin. Le Conseil des ministres du Royaume se compose du Conseil des ministres des Pays-Bas complété par un ministre plénipotentiaire d'Aruba, un ministre plénipotentiaire de Curaçao et un ministre plénipotentiaire de Saint-Martin. Le Premier ministre des Pays-Bas préside le Conseil des ministres du Royaume. Avec le roi, le Conseil des ministres du Royaume forme le gouvernement des Pays-Bas, également connu sous le nom de Couronne.
Une différence significative entre les ministres néerlandais et les ministres plénipotentiaires est que les anciens ministres sont responsables de leur politique devant le parlement néerlandais. Les ministres plénipotentiaires sont eux responsables devant leurs gouvernements nationaux. Par conséquent, les ministres plénipotentiaires ne démissionnent généralement pas en cas de crise du cabinet néerlandais.
Bien que le royaume des Pays-Bas soit statutairement distinct de son pays constitutif des Pays-Bas, le Conseil des ministres, bien que mentionné dans le Statut, est, conformément à l'article 5 du Statut, régi par la Constitution. Avec des adaptations réglementées par le Statut pour les circonstances, le Statut prévoit certaines situations, étant des affaires du Royaume qui affectent directement Curaçao, Aruba ou Saint-Martin.
Les lois applicables à l'ensemble du Royaume sont appelées Lois du Royaume. Un exemple d'une telle loi est la « Loi du Royaume concernant la citoyenneté néerlandaise » (en néerlandais : Rijkswet op het Nederlanderschap).